# 梅伦贝格
梅伦贝格（德語：Merenberg）是德国黑森州的一个市镇。总面积23.10平方公里，总人口3325人，其中男性1656人，女性1669人（2011年12月31日），人口密度144人/平方公里。